# دانشگاه بولیواری شیلی
دانشگاه بولیواری شیلی (به اسپانیایی: Universidad Bolivariana de Chile) یک دانشگاه در شیلی است که در سانتیاگو واقع شده‌است.